# Alain Prost
Alain Marie Pascal Prost (Saint-Chamond (Loire, Frankrijk), 24 februari 1955) is een van de succesvolste Formule 1-coureurs aller tijden. Tijdens zijn Formule 1-carrière tussen 1980 en 1993 won hij 51 maal een Grand Prix. Prost werd vier keer wereldkampioen in de Formule 1, driemaal in een McLaren (1985, 1986, 1989) en eenmaal in een Williams (1993).
De rivaliteit tussen Prost en de Braziliaan Ayrton Senna in de Formule 1-seizoenen 1988 en 1989 bij het Engelse team McLaren wordt door velen gezien als een van de interessantste gevechten tussen coureurs die beiden duidelijk een klasse beter waren dan de concurrentie. Prost was de meer berekenend rijdende rijder van de twee en werd daarom ook wel "Le Professeur" genoemd.
Op 13 februari 1997 nam hij het Ligier-team over van Flavio Briatore en veranderde de naam in Prost Grand Prix.
Na zijn Formule 1-carrière won Prost driemaal de Trophée Andros, een Franse competitie waarin op ijs geracet wordt.
In oktober 2013 werd bekend dat Prost samen met DAMS het e.dams-team zou oprichten om deel te nemen aan het Formule E-kampioenschap.
Tussen 2017 en 2021 was hij ook adviseur bij het Renault F1-team (vanaf 2021 "Alpine F1 team" genoemd). Na het seizoen 2021 stopte de samenwerking wegens verschillen van inzicht.

## Prijzen en onderscheidingen
- Légion d'Honneur (Frankrijk, 1985)
- Champion of Champions Trophy (Grand Prix Former Drivers Club, 1988)
- OBE (Britse koninklijke onderscheiding, 1993)
- Wereldsportprijs van de eeuw (World Sports Awards of the Century, november '99)
- Kampioen in de Trophée Andros, 2006/2007, 2007/2008 en 2011/2012
- Frans Formule Renault kampioen, 1976
- Europees Kampioen Formule Renault, 1977
- Frans Formule 3 kampioen, 1978 en 1979
- Europees Formule 3 kampioen, 1979

## Overzicht Formule 1-carrière
| Jaar/jaren        | Team             |
| ----------------- | ---------------- |
| 1980, 1984 - 1989 | McLaren          |
| 1981 - 1983       | Renault          |
| 1990 - 1991       | Scuderia Ferrari |
| 1993              | Williams         |

|                       | 1980 | 1981 | 1982 | 1983 | 1984 | 1985 | 1986 | 1987 | 1988 | 1989 | 1990 | 1991 | 1993 | Totaal |
| --------------------- | ---- | ---- | ---- | ---- | ---- | ---- | ---- | ---- | ---- | ---- | ---- | ---- | ---- | ------ |
| Aantal races          | 11   | 15   | 16   | 15   | 16   | 16   | 16   | 16   | 16   | 16   | 16   | 14   | 16   | 199    |
| Aantal zeges          | 0    | 3    | 2    | 4    | 7    | 5    | 4    | 3    | 7    | 4    | 5    | 0    | 7    | 51     |
| Aantal polepositions  | 0    | 2    | 5    | 3    | 3    | 2    | 1    | 0    | 2    | 2    | 0    | 0    | 13   | 33     |
| Aantal snelste ronden | 0    | 1    | 4    | 3    | 3    | 5    | 2    | 2    | 7    | 5    | 2    | 1    | 6    | 41     |
| Aantal podiumplaatsen | 0    | 6    | 4    | 7    | 9    | 11   | 11   | 7    | 14   | 11   | 9    | 5    | 12   | 106    |
| Aantal WK-punten      | 5    | 43   | 34   | 57   | 71,5 | 73   | 72   | 46   | 87   | 76   | 71   | 34   | 99   | 768,5  |
| Eindstand WK          | 16   | 5    | 4    | 2    | 2    | 1    | 1    | 4    | 2    | 1    | 2    | 5    | 1    |        |

- Opgaves: 56
- Aantal ronden aan de leiding: 2684
- Zes keer de thuiswedstrijd gewonnen

(vetgedrukt is polepositie; schuingedrukt is snelste ronde)
| Jaar | Team                           | Chassis        | Motor             | 1       | 2       | 3       | 4       | 5       | 6       | 7       | 8       | 9       | 10      | 11      | 12      | 13      | 14      | 15      | 16      | Positie | Punten ‡ |
| ---- | ------------------------------ | -------------- | ----------------- | ------- | ------- | ------- | ------- | ------- | ------- | ------- | ------- | ------- | ------- | ------- | ------- | ------- | ------- | ------- | ------- | ------- | -------- |
| 1980 | Marlboro Team McLaren          | McLaren M29B   | Ford Cosworth DFV | ARG 6   | BRA 5   | ZAF DNS | USW     |         |         |         |         |         |         |         |         |         |         |         |         | 16e     | 5        |
| 1980 | Marlboro Team McLaren          | McLaren M29C   | Ford Cosworth DFV |         |         |         |         | BEL DNF | MON DNF | FRA DNF | GBR 6   | DUI 11  | OOS 7   |         |         |         |         |         |         | 16e     | 5        |
| 1980 | Marlboro Team McLaren          | McLaren M30    | Ford Cosworth DFV |         |         |         |         |         |         |         |         |         |         | NED 6   | ITA 7   | CAN DNF | USA DNS |         |         | 16e     | 5        |
| 1981 | Équipe Renault Elf             | Renault RE20B  | Renault V6 (t/c)  | USW DNF | BRA DNF | ARG 3   | SAN DNF | BEL DNF |         |         |         |         |         |         |         |         |         |         |         | 5e      | 43       |
| 1981 | Équipe Renault Elf             | Renault RE30   | Renault V6 (t/c)  |         |         |         |         |         | MON DNF | SPA DNF | FRA 1   | GBR DNF | DUI 2   | OOS DNF | NED 1   | ITA 1   | CAN DNF | LVE 2   |         | 5e      | 43       |
| 1982 | Équipe Renault Elf             | Renault RE30B  | Renault V6 (t/c)  | ZAF 1   | BRA 1   | USW DNF | SAN DNF | BEL DNF | MON 7†  | DET NC  | CAN DNF | NED DNF | GBR 6   | FRA 2   | DUI DNF | OOS 8†  | ZWI 2   | ITA DNF | LVE 4   | 4e      | 34       |
| 1983 | Équipe Renault Elf             | Renault RE30C  | Renault V6 (t/c)  | BRA 7   |         |         |         |         |         |         |         |         |         |         |         |         |         |         |         | 2e      | 57       |
| 1983 | Équipe Renault Elf             | Renault RE40   | Renault V6 (t/c)  |         | USW 11  | FRA 1   | SAN 2   | MON 3   | BEL 1   | DET 8   | CAN 5   | GBR 1   | DUI 4   | OOS 1   | NED DNF | ITA DNF | EUR 2   | ZAF DNF |         | 2e      | 57       |
| 1984 | Marlboro McLaren International | McLaren MP4/2  | Porsche V6 (t/c)  | BRA 1   | ZAF 2   | BEL DNF | SAN 1   | FRA 7   | MON 1‡  | CAN 3   | DET 4   | DAL DNF | GBR DNF | DUI 1   | OOS DNF | NED 1   | ITA DNF | EUR 1   | POR 1   | 2e      | 71,5     |
| 1985 | Marlboro McLaren International | McLaren MP4/2B | Porsche V6 (t/c)  | BRA 1   | POR DNF | SAN DSQ | MON 1   | CAN 3   | DET DNF | FRA 3   | GBR 1   | DUI 2   | OOS 1   | NED 2   | ITA 1   | BEL 3   | EUR 4   | ZAF 3   | AUS DNF | 1e      | 73 (76)  |
| 1986 | Marlboro McLaren International | McLaren MP4/2C | Porsche V6 (t/c)  | BRA DNF | SPA 3   | SAN 1   | MON 1   | BEL 6   | CAN 2   | DET 3   | FRA 2   | GBR 3   | DUI 6†  | HON DNF | OOS 1   | ITA DSQ | POR 2   | MEX 2   | AUS 1   | 1e      | 72 (74)  |
| 1987 | Marlboro McLaren International | McLaren MP4/3  | Porsche V6 (t/c)  | BRA 1   | SAN DNF | BEL 1   | MON 9†  | DET 3   | FRA 3   | GBR DNF | DUI 7†  | HON 3   | OOS 6   | ITA 15  | POR 1   | SPA 2   | MEX DNF | JPN 7   | AUS DNF | 4e      | 46       |
| 1988 | Honda Marlboro McLaren         | McLaren MP4/4  | Honda V6 (t/c)    | BRA 1   | SAN 2   | MON 1   | MEX 1   | CAN 2   | DET 2   | FRA 1   | GBR DNF | DUI 2   | HON 2   | BEL 2   | ITA DNF | POR 1   | SPA 1   | JPN 2   | AUS 1   | 2e      | 87 (105) |
| 1989 | Honda Marlboro McLaren         | McLaren MP4/5  | Honda V10         | BRA 2   | SAN 2   | MON 2   | MEX 5   | USA 1   | CAN DNF | FRA 1   | GBR 1   | DUI 2   | HON 4   | BEL 2   | ITA 1   | POR 2   | SPA 3   | JPN DNF | AUS DNF | 1e      | 76 (81)  |
| 1990 | Scuderia Ferrari               | Ferrari 641    | Ferrari V12       | USA DNF | BRA 1   | SAN 4   | MON DNF |         |         |         |         |         |         |         |         |         |         |         |         | 2e      | 71 (73)  |
| 1990 | Scuderia Ferrari               | Ferrari 641/2  | Ferrari V12       |         |         |         |         | CAN 5   | MEX 1   | FRA 1   | GBR 1   | DUI 4   | HON DNF | BEL 2   | ITA 2   | POR 3   | SPA 1   | JPN DNF | AUS 3   | 2e      | 71 (73)  |
| 1991 | Scuderia Ferrari               | Ferrari 642    | Ferrari V12       | USA 2   | BRA 4   | SAN DNS | MON 5   | CAN DNF | MEX DNF |         |         |         |         |         |         |         |         |         |         | 5e      | 34       |
| 1991 | Scuderia Ferrari               | Ferrari 643    | Ferrari V12       |         |         |         |         |         |         | FRA 2   | GBR 3   | DUI DNF | HON DNF | BEL DNF | ITA 3   | POR DNF | SPA 2   | JPN 4   | AUS     | 5e      | 34       |
| 1993 | Canon Williams Renault         | Williams FW15C | Renault V10       | ZAF 1   | BRA DNF | EUR 3   | SAN 1   | SPA 1   | MON 4   | CAN 1   | FRA 1   | GBR 1   | DUI 1   | HON 12  | BEL 3   | ITA 12† | POR 2   | JPN 2   | AUS 2   | 1e      | 99       |

‡ Omdat de race in Monaco werd afgebroken voordat 75% van het aantal ronden is gereden, werden er halve punten uitgereikt.

‡ Tot en met 1990 telden niet alle door een rijder behaalde punten mee voor het officiële puntenaantal van het kampioenschap (zie de lijst van puntensystemen voor meer informatie). De getallen zonder haakjes geven de officiële uitslag van dat kampioenschap weer; de getallen tussen haakjes het totaal aantal gescoorde punten.

## Teamgenoten
- John Watson, McLaren - 1980
- René Arnoux, Renault - 1981-1982
- Eddie Cheever, Renault - 1983
- Niki Lauda, McLaren - 1984-1985
- Keke Rosberg, McLaren - 1986
- Stefan Johansson, McLaren - 1987
- Ayrton Senna, McLaren 1988-1989
- Nigel Mansell, Ferrari,1990
- Jean Alesi, Ferrari,1991
- Damon Hill, Williams,1993

## Na de Formule 1
Prost werkte van 1994 tot en met 1995 als gastcommentator voor  de Franse televisiezender TF1. Daarnaast was hij werkzaam voor Renault en technisch adviseur voor McLaren. Tussen 1997 en 2001 was hij de eigenaar en manager van het Prost Grand Prix raceteam. Op 13 februari 1997 hij had het Ligier-team overgenomen van Flavio Briatore en veranderde de naam in Prost Grand Prix. Het team ging begin 2002 bankroet. Daarnaast is hij ook nog actief in de rallysport en in het ijsracen. In de Andros Trophy werd hij in het seizoen 2006/2007 met Toyota Corolla kampioen en het seizoen 2007/2008 met een Toyota Auris. Hij is ook vaak aanwezig bij de races van zijn zoon, Nicolas Prost. Begin 2010 verklaarde Prost in een interview dat hij was gevraagd om in 1994 bij McLaren te rijden. De letterlijke woorden in het interview dat ging over het afbreken van de comeback van Michael Schumacher in de tweede helft van het seizoen 2009 waren:
In 1994 vroeg McLaren me om weer in te stappen. Ik heb drie dagen getest en realiseerde me direct dat er iets mis was. De snelheid was goed, maar de wil om met de druk, die er bij een kampioenschap komt kijken, om te gaan was weg. Een jaar later werd ik door Jean Todt gevraagd om teamgenoot van Schumacher te worden. Ik zou dan tweede coureur worden, wat prima was. Ik was bijna ingestapt, maar heb het toch niet gedaan, om dezelfde redenen.
Voorafgaand aan het Formule 1-seizoen 2010 werd bekend dat een oud Formule 1-coureur bij iedere Grand Prix aanwezig was als lid van het steward panel. Prost was de eerste oud-Formule 1-coureur die tijdens de Grand Prix van Bahrein in 2010 deze positie vervulde. In februari 2012 maakte Renault bekend dat Alain Prost de nieuwe internationale ambassadeur is voor de autofabrikant. Hij is tevens aanwezig bij demonstratie-evenementen die worden georganiseerd door Renault. Prost deed samen met Sebastien di Pasqua mee aan de Absa Cape Epic, een achtdaagse moutainbikewedstrijd die wordt gehouden in de West-Kaap, Zuid-Afrika.
Sinds 2017 is Prost speciaal adviseur bij het Renault F1 Team (vanaf 2021 "Alpine F1 team" genoemd). In 2022 werd bekend dat Prost vanaf hetzelfde jaar niet meer samen zou werken met het raceteam, omdat hij zich buitengesloten voelde en er met hem slecht werd gecommuniceerd. Ook had Prost ruzie met teambaas Laurent Rossi.

## Trivia
- Prost heeft een prominente plek in het stripalbum Asterix en de race door de Laars.